# Pärnamäe
Pärnamäe (‘Lindenberg’) is een plaats in de Estlandse gemeente Viimsi, provincie Harjumaa. De plaats heeft de status van dorp (Estisch: küla).

## Bevolking
Het dorp had 1556 inwoners op 31 december 2011 en 1987 inwoners op 31 december 2021.

## Ligging
Pärnamäe ligt ongeveer 9 km ten noordoosten van het centrum van de hoofdstad Tallinn. Ten zuiden van Pärnamäe ligt de wijk Mähe van Tallinn; ten westen ligt de vlek Viimsi, de hoofdplaats van de gemeente.
Pärnamäe wordt vaak Pärnamäe küla (‘Pärnamäe-dorp’) genoemd ter onderscheiding van de begraafplaats Pärnamäe in Tallinn.

## Geschiedenis
De plaats werd voor het eerst genoemd in 1874 onder de naam Pearnamäe. Pärnamäe was toen een boerderij die viel onder het landgoed van Väo. In 1883 werd Pärnamäe verkocht aan het landgoed van Viimsi. Nadat Estland in 1918 onafhankelijk was geworden, werd het landgoed opgedeeld in kleine kavels. In 1920 ontstond op het terrein van de vroegere boerderij een nederzetting, die in 1936 genoemd werd als dorp.

## Foto's

Nieuwbouw in Pärnamäe
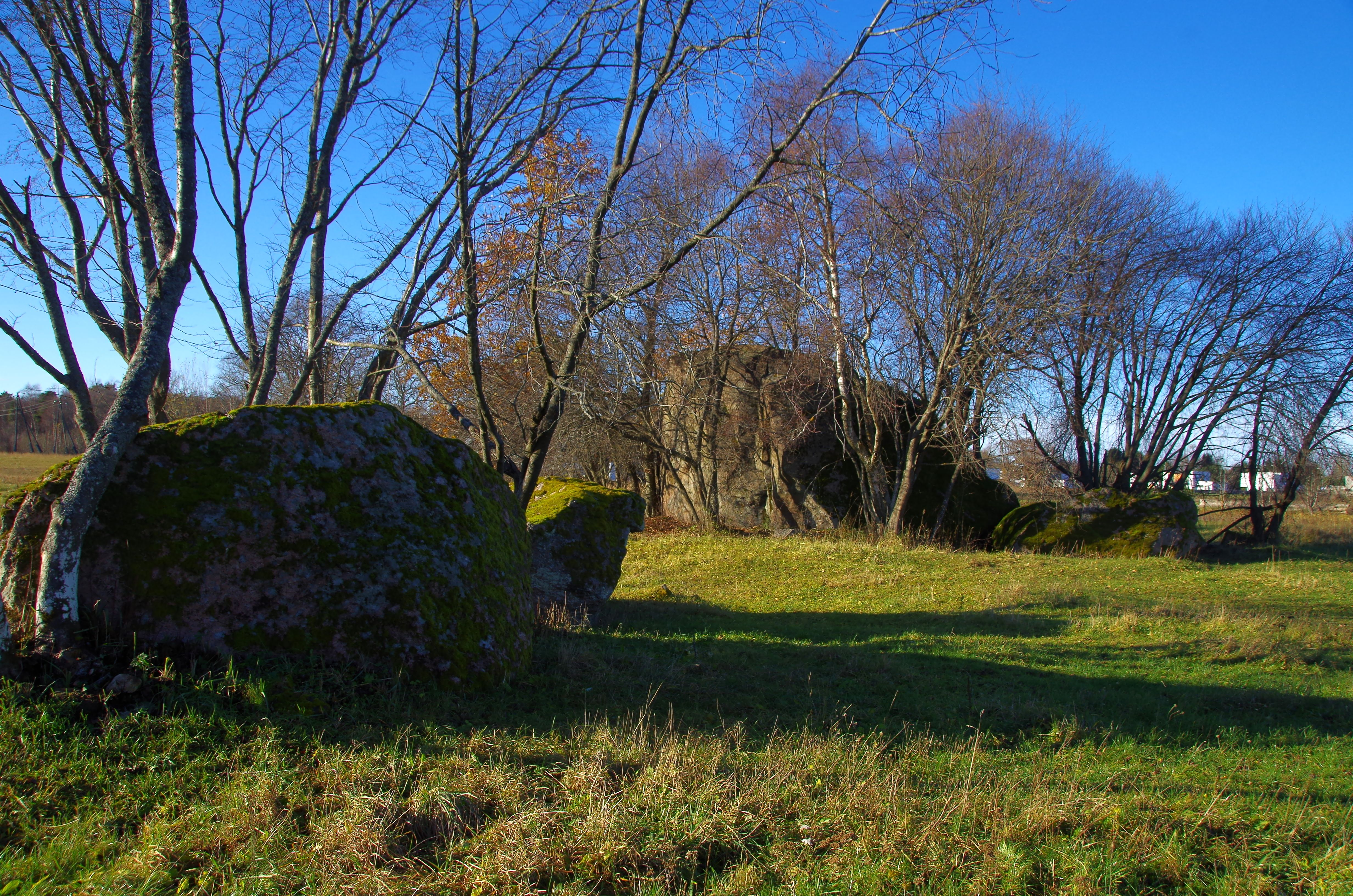
Zwerfkeien bij Pärnamäe